# Sarajevolistan
Sarajevolistan var ett svenskt politiskt parti som ställde upp i Europaparlamentsvalet 1995.
Partiet bildades i mitten av maj 1995 av flera kända namn, bland andra Maciej Zaremba, Jesús Alcalá, Wilhelm Agrell (som blev partiets förstanamn på dess valsedel), Arne Ruth, Agneta Pleijel, Bibi Andersson, journalisten Eva X Moberg, Christina Doctare med flera. Idén till partibildning kom ifrån Jakob von Uexkull. Man uppfattades i mångt och mycket som ett vänsterparti för en kulturell elit, inte minst då man fick stort stöd av medierna och kulturetablissemanget. Några kända sympatisörer var Unni Drougge, Mikael Wiehe, Per Svensson, Ulf Lundell, Jonas Gardell, Lars Gustafsson och Rolf Lindholm. Dock lockade man också en hel del väljare från Folkpartiet.
Sarajevolistan krävde bland annat EU-insatser för att stoppa Bosnienkriget. Dess huvudsakliga mål var att få slut på kriget och återupprätta Bosnien som en multietnisk stat. Några andra av partiets frågor var att granska EU:s agerande inom ramen för den gemensamma säkerhetspolitiken, kritisera etniska delningsplaner, bekämpa EU:s asylpolitik, bevaka krigsförbrytelser, granska EU "på plats" och "återplacera Bosnien på kartan".
Partiet erhöll endast 1,0 procent och 26 875 röster i valet, vilket bland annat förklarades med att man saknade pengar och organisation. (Valsedlarna finansierades av Sigrid Rausing.) Sarajevolistan fick 4,4 procent i Lund och 2,7 procent i Stockholm men alltså 1,0 procent i riket. Det allra bästa resultatet fanns i Maria Magdalena församling på Södermalm där Sarajevolistan fick 4,8 procent. Man var det parti av icke-riksdagspartierna som lyckades bäst i valet. Efter valet upplöstes listan inte utan valde att leva vidare. Däremot valde Sarajevolistan att inte ställa upp i Europaparlamentsvalet 1999, trots att man var berättigad till valsedlar betalda av skattemedel.

## Övrigt
Sarajevolistan var också namnet på ett franskt politiskt parti, som presenterades inför Europaparlamentsvalet i Frankrike 1995 men som drogs tillbaka efter att man enligt en opinionsundersökning fick stöd från endast fyra procent av väljarna. Istället bildade gruppen bakom listan en nationell kommitté med namnet Vaksamhet Sarajevo. Det svenska partiet Sarjevolistan hämtade sin inspiration från sin franska föregångare.